# Бизанси (Ардени)
Бизанси (фр. Buzancy) насеље је и општина у североисточној Француској у региону Шампањ-Арден, у департману Ардени која припада префектури Вузје.
По подацима из 2011. године у општини је живело 379 становника, а густина насељености је износила 16,72 становника/km². Општина се простире на површини од 22,67 km². Налази се на средњој надморској висини од 175 метара.

## Демографија
| 1962. | 1968. | 1975. | 1982. | 1990. | 1999. | 2011. |
| ----- | ----- | ----- | ----- | ----- | ----- | ----- |
| 491   | 501   | 451   | 470   | 446   | 411   | 379   |

График промене броја становника у току последњих година